# Championnat du Nicaragua de football 1994
Navigation
Saison précédente Saison suivante
La Primera División 1994 est la cinquante-et-unième édition de la première division nicaraguayenne.
Lors de ce tournoi, le Juventus Managua a conservé son titre de champion du Nicaragua face aux meilleurs clubs nicaraguayens.
Seulement deux places étaient qualificatives pour la Coupe des champions de la CONCACAF et une seule autre pour la Coupe des vainqueurs de coupe de la CONCACAF.

## Bilan du tournoi
| Tableau d'Honneur |                  |
| Compétition       | Vainqueur        |
| Primera División  | Juventus Managua |

| Qualifications continentales 1994-1995       |                    |
| Coupe des champions de la CONCACAF           | Qualifiés          |
| Deuxième tour de qualification               | Deportivo Bautista |
| Premier tour de qualification                | Juventus Managua   |
| Coupe des vainqueurs de coupe de la CONCACAF | Qualifiés          |
| Premier tour de qualification                | FC San Marcos      |

| Promotions et relégations   |         |
| Relégué en Segunda División | Inconnu |
| Promu de Segunda División   | Inconnu |